# 准教授・高槻彰良の推察
『准教授・高槻彰良の推察』（じゅんきょうじゅ・たかつきあきらのすいさつ）は、澤村御影による推理小説シリーズ、およびそれを原作とした相尾灯自の漫画作品。2023年2月時点で小説と漫画の合計部数は90万部を突破している。
東海テレビ×WOWOW共同製作連続ドラマとしてテレビドラマ化され、2021年8月から9月までSeason 1がフジテレビ系列で放送され、同年10月から11月までSeason 2がWOWOWで放送された。また、2022年3月5日から26日までSeason 2が地上波で初放送される。
一度見たことは決して忘れない絶対記憶能力を持つ民俗学が専門の大学准教授・高槻彰良と怪異を体験したことにより他人の嘘を見抜く能力を身につけた大学生・深町尚哉が怪異現象に纏わる事件を解決するさまを描く民俗学ミステリー。

## あらすじ
10歳のとき、異界のような「青い提灯の祭り」に迷い込んだことがきっかけで人の嘘を見抜く能力を持ってしまった青年・深町尚哉は、周囲と距離を置いて過ごしていたが、ある日大学准教授・高槻彰良との出会いを機に怪異現象にまつわる事件に巻き込まれることになる。
これは「青い提灯の祭り」で嘘が見抜ける「呪われた力」を持たされ、自分の存在意義を見失ってしまった深町尚哉が、否定的に見たその能力ゆえに新しい人との関わり方を見つけていく成長物語でもある。

## 登場人物
高槻彰良（たかつき あきら）
声：伊東健人（PV）
青和大学文学部史学科民俗学考古学専攻・准教授。専門は民俗学。初登場時、34歳。誕生日：2月2日。実年齢は34歳だが、外見年齢は20代前半で、若くして准教授になった秀才にも見える。ゴールドブラウンの髪色をした美青年。怪異現象が起きるとハイテンションになる。鳥が苦手。「怪異」に遭いたいがために、不吉なことを相談されても「素晴らしい！」と言ってしまう、一般の目からは不謹慎とも映る、独特の感性もあるため、よく尚哉にたしなめられている。12歳の時に、神隠しに遭って以来、一度見たものは決して忘れない絶対記憶能力と、時おり瞳が青く光るようになる力を備えた。普段は人には見せないが、実は背中に天狗の翼を切り落としたような痕が残っている。
深町尚哉（ふかまち なおや）
声：内山昂輝（PV）
青和大学文学部の大学生。怪異現象が起きるとハイテンションになる高槻の「常識担当」として助手を引き受ける。8年前の出来事（「青い提灯の祭り」）がきっかけで、他人の嘘を見抜く能力を持った（本人曰く「声が歪む」）せいで、周囲とは距離を置いている。嘘つき呼ばわりされる、普通の人が日常生活で交わす、人付き合いのための他愛ない嘘まで歪んで聞こえ、気分が悪くなるため、人間関係が築けないことに人知れず悩んでいる。
佐々倉健司（ささくら けんじ）
高槻の幼馴染で、実家が近い。警視庁刑事部捜査一課・刑事。尚哉の第一印象は「でかい」。強面で体格が良いが、気配り上手な一面もある。彰良の一番の理解者かつ第二の保護者的立場におり、似た境遇にいる尚哉の事も気にかけている。
遠山宏孝（とおやま ひろたか）
千葉県警の広報官で、尚哉と同じ嘘が見抜ける能力者。「青い提灯の祭り」の体験者でもある。能力のことで悩む尚哉に対し、「友人をつくらず、人との間に線を引く」生き方を指し示す。
寺内一（てらうち はじめ）
最終盤で登場するフリーカメラマン。彰良と同じ、背中に天狗の翼のような傷を持つ。彰良に「人間を超えた存在が持つ使命を思い出したら、僕と一緒に来ないか」と誘う。

## 書誌情報

### 小説
- 澤村御影（著） ・ 鈴木次郎（カバーイラスト）、KADOKAWA〈角川文庫〉、既刊12巻（2024年8月現在）
  - 『准教授・高槻彰良の推察 民俗学かく語りき』2018年11月22日発売[9]、ISBN 978-4-04-107532-6
  - 『准教授・高槻彰良の推察2 怪異は狭間に宿る』2019年5月24日発売[10]、ISBN 978-4-04-108152-5
  - 『准教授・高槻彰良の推察3 呪いと祝いの語りごと』2019年11月21日発売[11]、ISBN 978-4-04-108733-6
  - 『准教授・高槻彰良の推察4 そして異界の扉がひらく』2020年5月22日発売[12]、ISBN 978-4-04-109264-4
  - 『准教授・高槻彰良の推察5 生者は語り死者は踊る』2020年11月21日発売[13]、ISBN 978-4-04-109265-1
  - 『准教授・高槻彰良の推察6 鏡がうつす影』2021年5月21日発売[14]、ISBN 978-4-04-111146-8
  - 『准教授・高槻彰良の推察EX』2021年7月16日発売[15]、ISBN 978-4-04-111153-6
  - 『准教授・高槻彰良の推察7 語りの底に眠るもの』2022年3月23日発売[16]、ISBN 978-4-04-111966-2
  - 『准教授・高槻彰良の推察8 呪いの向こう側』2022年10月24日発売[17]、ISBN 978-4-04-112398-0
  - 『准教授・高槻彰良の推察9 境界に立つもの』2023年3月22日発売[18]、ISBN 978-4-04-112951-7
  - 『准教授・高槻彰良の推察EX2』2023年9月22日発売[19]、ISBN 978-4-04-113887-8
  - 『准教授・高槻彰良の推察10 帰る家は何処に』2024年3月22日発売[20]、ISBN 978-4-04-113794-9
  - 『准教授・高槻彰良の推察11  夏の終わりに呼ぶ声』2024年11月25日発売

### 漫画
- 澤村御影（原作） ・ 鈴木次郎（キャラクター原案） ・ 相尾灯自（作画） 『准教授・高槻彰良の推察』 KADOKAWA〈MFコミックス ジーンシリーズ〉、全6巻（第一部[3]、小説『准教授・高槻彰良の推察5 生者は語り死者は踊る』まで）
  1. 2020年11月26日発売[21][22]、ISBN 978-4-04-065967-1
  2. 2021年7月27日発売[23]、ISBN 978-4-04-680410-5
  3. 2021年12月27日発売[24]、ISBN 978-4-04-680954-4
  4. 2022年6月27日発売[25]、ISBN 978-4-04-681446-3
  5. 2022年12月27日発売[26]、ISBN 978-4-04-681980-2
  6. 2023年9月27日発売[3][27]、ISBN 978-4-04-682821-7
- 澤村御影（原作） ・ 鈴木次郎（キャラクター原案） ・ 相尾灯自（作画） 『准教授・高槻彰良の推察 ファンブック』 KADOKAWA〈MFコミックス ジーンシリーズ〉、2023年9月27日発売[3][28]、ISBN 978-4-04-682822-4

## テレビドラマ
東海テレビ×WOWOW共同製作連続ドラマの第3弾として、2021年8月7日から9月25日まで、東海テレビ制作・フジテレビ系「オトナの土ドラ」枠でSeason1が放送（1話完結 / 全8話）。
さらに同年10月10日から11月28日までSeason2がWOWOWプライムで放送（全8話）。地上波は2022年3月5日から3月26日に、Season1と同じく東海テレビ制作・フジテレビ系「土ドラ」枠で、全8話分を1週2話ずつ放送された。
主演は、本作が単独での連続ドラマ初主演となる伊野尾慧（Hey! Say! JUMP）。

### キャスト
- 高槻彰良（青和大学文学部の准教授） - 伊野尾慧（Hey! Say! JUMP）[6]（幼少期：高橋來）
- 深町尚哉（青和大学文学部の新入生） - 神宮寺勇太（King & Prince）[6]（10歳時：嶺岸煌桜）
- 生方瑠衣子（高槻の研究室に所属する大学院生） - 岡田結実[31]
- 難波要一（尚哉の同級生） - 須賀健太[31]
- 佐々倉健司（警視庁捜査一課の刑事・高槻の幼なじみ） - 吉沢悠[31]
- 谷村愛美（尚哉の同級生） - 吉田あかり
- 伏木（尚哉の同級生） - 東拓海
- 実加（青和大学の学生） - 石井麻鈴[32]
- 杏実（青和大学の学生） - 杏実[33]
- サキ（青和大学の学生） - 山本早紀[34]
- ナギサ（青和大学の学生） - 椎名なぎさ[35]
- マイ（青和大学の学生） - 茉依[36]
- カズヤ（青和大学の学生） - 浅見和哉[36]

#### Season1
- 佐々倉花江（健司の母） - 和泉ちぬ

#### Season2
- 高槻清花（彰良の母） - 高橋ひとみ
- 寺内一（フリーカメラマン） - 小池徹平（幼少期：山田羽久利）

#### ゲスト

##### ゲスト（Season1）
第1話
- 平原まりか（第四小学校5年2組の担任） - 志田未来
- 真鍋和夫（第四小学校の副校長） - 温水洋一
- 神倉里帆（第四小学校5年2組の児童） - 米村莉子
- 石井あかり（第四小学校5年2組の児童） - 船附純白
- 光村杏奈（第四小学校5年2組の児童） - 木村夏蓮
- 大河原智樹（第四小学校5年2組の児童） - 千葉新
- 大河原（智樹の母） - 吹越ともみ
- 尚哉の祖父 - 吉満寛人（第4話、最終話）
- 尚哉の祖母 - 中島はるみ（最終話）
- 尚哉の母 - 小林さやか（最終話）
- 和也 - 生駒星汰（最終話）

第2話
- 黒木（高槻の父の秘書） - 夙川アトム（第4話、第6話、S2第4話）
- 山崎綾音（青和大学陸上部の新入生） - 山田杏奈
- 山崎琴子（綾音の姉） - 金澤美穂
- 細木まりな（青和大学陸上部員・1年生） - 喜多乃愛
- 夏目春（青和大学陸上部員・1年生） - 三浦理奈
- 相沢香織（青和大学陸上部・マネージャー） - 石川萌香
- 青和大学陸上部・コーチ - 森渉

第3話
- 鬼頭正嗣（酒井村鬼頭家当主） - 久保酎吉
- 鬼頭美和子（正嗣の息子の妻） - 奥村佳恵
- 山村肇（酒井村役場職員） - 冨田佳輔
- 鬼頭正臣（正嗣の息子） - 黒木俊穂

第4話
- 藤谷更紗（女優） - 市川由衣（第5話）
- 宮原晴子（更紗のマネージャー） - 馬渕英里何
- 佐竹達也（映画スタッフ・監督） - 時任勇気
- 浜村雅文（映画スタッフ・録音担当） - 阪田マサノブ
- 和田俊樹（映画スタッフ・小道具担当） - 篠崎大悟
- 西隆二（映画スタッフ・衣装担当） - スチール哲平
- 森隼人（映画スタッフ・メイク担当） - 黄地裕樹
- 田辺純（映画スタッフ・制作見習い） - 北澤響
- 三谷勉（映画スタッフ・助監督） - 大平修蔵

第5話
- 桂木奈々子（ひとり暮らしの女性） - 鞘師里保
- 山口哲夫（不動産屋店主） - 螢雪次朗
- 山口雅史（山口の息子） - 金井浩人
- 霧島（高槻の知人） - 小林美江（第6話、S2第1話・第4話）

第6話
- 雪村桃子（図書館職員） - 松本若菜
- 本橋美弥（第四中学校2年生） - 横溝菜帆
- 谷村柚香（第四中学校2年生・谷村愛美の妹） - 平澤宏々路
- 図書館のマリエさん - 清田みくり

第7話
- 遠山宏孝（千葉県警広報官） - 今井朋彦（最終話、S2-第5 - 7話）
- 畑中健吾（地元新聞の若手記者） - 森永悠希
- 村田康介（畑中の先輩記者） - 西村直人
- 林文雄（全国紙千葉支局の記者） - 大水洋介（ラバーガール）
- 大野忠一（地元テレビ局の記者） - 大朏岳優

最終話
- 謎の老人 - モロ師岡
- 尚哉の祖母の知人 - ふせえり
- 瑠衣子のバイト先の神主 - ベンガル
- かず兄（尚哉の従兄弟） - 伊島空
- 尚哉の父 - 瑞木健太郎

##### ゲスト（Season2）
第1-2話
- 鎌田亮平（バス転落事故の目撃者） - 長谷川純
- 刈谷真紀子（愛菜の母） - 矢田亜希子
- 刈谷愛菜（「奥多摩の奇跡の少女」と呼ばれる少女） - 粟野咲莉

第3話
- 葉山（青和大学文学部1年生・『百物語』の主催者） - 萩原利久
- 栗本小春（青和大学の食堂の栄養士・『百物語』の参加者） - 田辺桃子（第4 - 8話）

第4-5話
- 栗本幹夫（栗本小春の夫） - 菅原健
- 杉原聡子（栗本小春の母） - 宮地雅子
- 杉原邦明（栗本小春の父） - 朝倉伸二
- 栗本恵里菜（栗本小春の娘） - 数野日茉梨
- 高槻智彰（高槻彰良の父） - 日比野玲

第6話
- 長谷部千里（行方不明の少女） - 永尾柚乃（第7話・第8話）
- 長谷部康介（千里の父） - 武田航平（第7話・第8話）
- 長谷部麗子（千里の母） - 佐藤めぐみ（第7話・第8話）

第7-8話
- 遠藤哲生（寺内一の仲間） - 伊東孝明
- 増村幸浩（寺内一の仲間） - 三浦圭祐

### スタッフ
- 原作 - 澤村御影 『准教授・高槻彰良の推察』シリーズ（角川文庫刊）
- 脚本 - 藤井清美、伊藤崇
- 音楽 - 信澤宜明
- 主題歌 - Hey! Say! JUMP（ジェイ・ストーム）
  - Season1：「群青ランナウェイ」[31]
  - Season2：「Break The Wall」[37]
- 警察監修 - 石坂隆昌
- 医療監修 - 山本昌督
- 監督 - 池澤辰也、守下敏行、室井岳人、村上牧人
- チーフプロデューサー - 市野直親（東海テレビ）、青木泰憲（WOWOW）
- プロデューサー - 松本圭右（東海テレビ）、遠山圭介（東海テレビ）、高江洲義貴（WOWOW）、黒沢淳（テレパック）、近見哲平（テレパック）
- 制作協力 - テレパック
- 製作 - 東海テレビ、WOWOW

### 放送日程

#### Season 1
| 話数   | 放送日        | サブタイトル       | ラテ欄                                                     | 脚本     | 監督     |
| ------ | ------------- | ------------------ | ---------------------------------------------------------- | -------- | -------- |
| 第1話  | 8月07日       | コックリさんの怪   | インテリ×地味メガネ君バディ爆誕!? コックリさん謎解明       | 藤井清美 | 池澤辰也 |
| 第2話  | 8月14日       | 藁人形の怪         | 女子大生襲う怪異!? わら人形に呪われた娘急接近!! バディの仲 | 藤井清美 | 池澤辰也 |
| 第3話  | 8月21日       | 鬼伝説の怪         | バズリ動画!? 鬼伝説謎の老人&女&ドクロ殺人か!? 襲う凶弾!!   | 伊藤崇   | 守下敏行 |
| 第4話  | 8月28日       | スタジオの幽霊の怪 | 幽霊見える霊感女優撮影現場に渦巻く怨念 凸凹バディに亀裂!!  | 藤井清美 | 守下敏行 |
| 第5話  | 9月04日       | 呪われた部屋の怪   | 不幸の手紙&妖怪!? 声優目指す女性の危機告白!! 僕は嘘わかる  | 藤井清美 | 守下敏行 |
| 第6話  | 9月12日（日） | 図書館の呪いの怪   | 図書館の恋物語!? 今夜、世界一ピュアな都市伝説が生まれる    | 伊藤崇   | 室井岳人 |
| 第7話  | 9月19日（日） | 四時四十四分の怪   | 暴走する悪意と謎 君は嘘が分かるのか? 秘密見抜く男現る!!    | 藤井清美 | 室井岳人 |
| 最終話 | 9月25日       | 死者の祭の怪       | 死者の祭編! 遂に幕… 心を燃やせ!! 無限ループと鬼の面        | 藤井清美 | 池澤辰也 |

- 第6話は『劇場版「鬼滅の刃」無限列車編 テレビ初放送直前! 竈門炭治郎 立志編 特別編集版 第1夜「兄弟の絆」』（フジテレビ制作、19時 - 21時14分）のため20分繰り下げ、翌0時 - 0時55分に放送。日曜になってからの放送となった。
- 第7話は『土曜プレミアム 映画「マスカレード・ホテル」【最新作公開記念】』（フジテレビ制作、21時 - 23時40分）のため30分繰り下げ、翌0時10分 - 1時05分に放送。第6話同様、日曜の放送となった。

#### Season 2
| 話数   | 放送日         | 放送日        | サブタイトル           | 脚本     | 監督     |
| 話数   | WOWOW          | 地上波        | サブタイトル           | 脚本     | 監督     |
| ------ | -------------- | ------------- | ---------------------- | -------- | -------- |
| 第1話  | 2021年10月10日 | 2022年3月05日 | 奇跡の少女の怪         | 藤井清美 | 池澤辰也 |
| 第2話  | 2021年10月17日 | 2022年3月05日 | 奇跡の少女の怪         | 藤井清美 | 池澤辰也 |
| 第3話  | 2021年10月24日 | 2022年3月12日 | 百物語の怪             | 藤井清美 | 村上牧人 |
| 第4話  | 2021年10月31日 | 2022年3月12日 | 百物語の怪             | 藤井清美 | 村上牧人 |
| 第5話  | 2021年11月07日 | 2022年3月19日 | 開けてはいけない箱の怪 | 藤井清美 | 村上牧人 |
| 第6話  | 2021年11月14日 | 2022年3月19日 | 開けてはいけない箱の怪 | 藤井清美 | 村上牧人 |
| 第7話  | 2021年11月21日 | 2022年3月26日 | 神隠しの怪             | 藤井清美 | 池澤辰也 |
| 最終話 | 2021年11月28日 | 2022年3月26日 | 神隠しの怪             | 藤井清美 | 池澤辰也 |

- 地上波放送2022年3月26日の放送は当初通常時間に放送予定だったが『世界フィギュアスケート選手権2022』の5分延長（フジテレビ制作、21:00 - 23:15）の放送のため5分繰り下げ（23:45 - 0:40）の放送。

### インターネット配信

#### Season 1
2021年8月7日 - 9月25日の見逃し配信の総再生回数が、509万回再生を記録（FOD、TVer、GYAO!、Yahoo!の合計値）し、東海テレビ制作のドラマ放送としては、歴代1位の総再生回数となった。
| 配信元 | 配信期間 | 備考                 |
| ------ | -------- | -------------------- |
| TVer   | 7日      | 最新回限定で無料配信 |
| GYAO!  | 7日      | 最新回限定で無料配信 |
| FOD    | 7日      | 最新回限定で無料配信 |

| 東海テレビ制作・フジテレビ系列 オトナの土ドラ→土ドラ | 東海テレビ制作・フジテレビ系列 オトナの土ドラ→土ドラ                                                                           | 東海テレビ制作・フジテレビ系列 オトナの土ドラ→土ドラ             |
| 前番組                                               | 番組名 | 次番組                                                           |
| ---------------------------------------------------- | --- | ---------------------------------------------------------------- |
| #コールドゲーム （2021年6月6日 -7月24日）            | 東海テレビ×WOWOW 共同製作連続ドラマ 准教授・高槻彰良の推察 Season1 （2021年8月7日 - 9月25日） 【ここまで「オトナの土ドラ」枠】 | 顔だけ先生 （2021年10月9日 - 12月18日） 【ここから「土ドラ」枠】 |
| おいハンサム!! （2022年1月8日 - 2月26日）            | WOWOW×東海テレビ 共同製作連続ドラマ 准教授・高槻彰良の推察 Season2 （2022年3月5日 - 3月26日）                                  | クロステイル 〜探偵教室〜 （2022年4月9日 - 5月28日）             |